# Вальцово (Рыбинский район)
Вальцово (по почтовым данным Вальцево) — деревня, Николо-Кормской сельской администрации Покровского сельского поселения Рыбинского района Ярославской области .
Деревня расположена на правом берегу реки Корма, в её нижнем течении, ниже её на том же берегу находится деревня Кочевка 2-я, а выше село Николо-Корма на правом и Тяпкино на левом берегу.
Численность постоянного населения на 1 января 2007 года — 1 человек. Деревня находится в районе интенсивного дачного строительства. По почтовым данным в деревне 15 домов.
Деревня Вальцова указана на плане Генерального межевания Рыбинского уезда 1792 года.
Транспортное сообщение деревни через рейсовые автобусы в соседнем селе Николо-Корма, которые по автомобильной дороге Р104 на участке Углич-Рыбинск связывают деревню с Рыбинском, Мышкиным и Угличем. Администрация сельского поселения в поселке и центр врача общей практики находится в посёлке Искра Октября (по дороге в сторону Рыбинска). В селе Никольском (также в сторону Рыбинска) — центр сельской администрации, почтовое отделение, школа, клуб. Действующая церковь и кладбище в селе Николо-Корма.